# August Wöginger

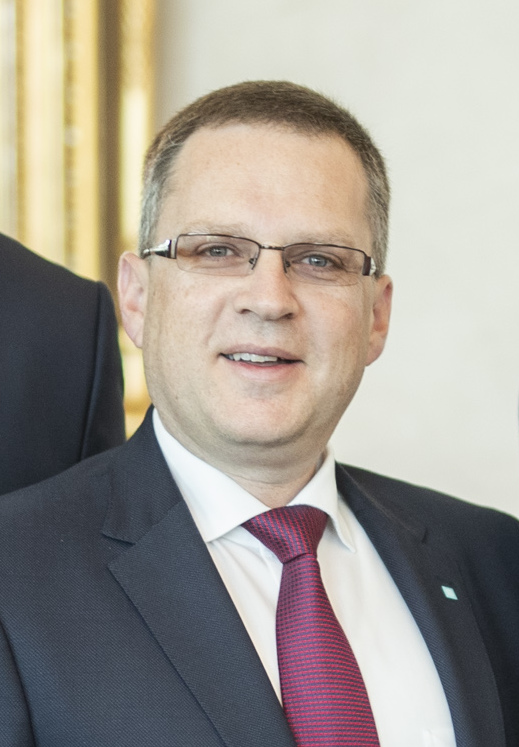
August Wöginger (2020)

August „Gustl“ Wöginger (* 2. November 1974 in Passau, Deutschland) ist ein österreichischer Politiker (ÖVP).
Er ist seit 2002 Abgeordneter zum Nationalrat und dort ÖVP-Sozialsprecher, seit 2021 ist er wieder auch Klubobmann des ÖVP-Parlamentsklubs, diese Position hatte er bereits von 2017 bis 2019 sowie von 2020 bis 2021 inne. Seit 2016 ist er Obmann des Österreichischen Arbeitnehmerinnen- und Arbeitnehmerbundes (ÖAAB), einer Teilorganisation der ÖVP.

## Ausbildung und Beruf
Nach dem Besuch von Volks- und Hauptschule in Münzkirchen legte er 1994 seine Matura an der Handelsakademie in Schärding ab. Nach Ableistung seines Zivildienstes war August Wöginger von 1995 bis 2017 Angestellter des Roten Kreuzes im Bezirkssekretariat Schärding. Von 2006 bis 2014 war er zudem Betriebsratsvorsitzender des Roten Kreuzes Oberösterreich.

## Politische Laufbahn
August Wöginger ist seit seinem 16. Lebensjahr politisch aktiv. Von 1997 bis 2002 war er Gemeinderat in Esternberg im Innviertel, seit 2003 ist er im Gemeinderat seiner Wohngemeinde Sigharting tätig, wo er in der Zeit von 2008 bis 2015 auch Vizebürgermeister war.
Das Amt des Bezirksobmannes des ÖAAB Schärding hat er seit 2003 inne und das des ÖVP-Bezirksobmannes seit 2010. Zudem war er ab Mai 2015 Landesobmann des ÖAAB Oberösterreich. Im September 2012 übernahm er die Funktion des ÖAAB-Generalsekretärs. Im Oktober 2013 wurde August Wöginger stellvertretender Klubobmann des ÖVP-Parlamentsklubs, seit September 2014 ist er Landesparteiobmann-Stellvertreter der Oberösterreichischen Volkspartei. 2016 wurde er als Nachfolger von Johanna Mikl-Leitner Bundesobmann des ÖAAB.
Er ist seit 20. Dezember 2002 Abgeordneter zum Nationalrat und langjähriger Sozialsprecher des ÖVP-Parlamentsklubs. Vom 19. Dezember 2017 bis zum 22. Oktober 2019 und vom 3. Jänner 2020 bis zum 11. Oktober 2021 war er Klubobmann des ÖVP-Parlamentsklubs.
Im März 2021 wurde Christine Haberlander als Nachfolgerin von Wöginger zur Landesobfrau des ÖAAB Oberösterreich gewählt.
Anlässlich des Vorschlags der SPÖ, das Staatsbürgerschaftsrecht an die Gesetze der europäischen Nachbarn anzugleichen, verkündete Wöginger 2021 in einer Pressemitteilung, den „linken Parteien“ gehe es „in Wirklichkeit einzig und alleine darum, ein Ausländerwahlrecht durch die Hintertür einzuführen und mithilfe von über 500.000 Einbürgerungen eine potenziell neue Wählerschaft zu generieren, die ihnen in Folge eine parlamentarische Mehrheit sichern soll“. Wögingers Position wurde daraufhin im rechtsextremen Magazin Info-Direkt von Martin Sellner, einem Hauptaktivisten der Identitären Bewegung, gelobt.
Im Februar 2022 wurde Wögingers Immunität aufgehoben, um der Wirtschafts- und Korruptionsstaatsanwaltschaft (WKStA) die Ermittlungen wegen Verdachts auf Anstiftung zum Amtsmissbrauch zu ermöglichen. Wöginger soll im Jahr 2017 beim damaligen Generalsekretär und Kabinettschef im ÖVP-geführten Finanzministerium Thomas Schmid interveniert haben, um einem ÖVP-Bürgermeister einer oberösterreichischen Gemeinde zur Leitung des Finanzamts Braunau–Ried–Schärding zu verhelfen. 
Im Zuge eines umfassenden Geständnisses von Schmid erklärte dieser im Sommer 2022, dass die von der Staatsanwaltschaft in dieser Causa zusammengetragenen Hinweise zutreffen würden und die Intervention stattgefunden habe. Eine Bestätigung durch eine ehemalige Bedienstete des Finanzministeriums wurde im März 2024 öffentlich. Am 15. Mai 2025 wurde seitens der WKStA bekanntgegeben, dass gegen Wöginger und zwei andere Personen Anklage erhoben wird. Der Strafprozess am Landesgericht Linz beginnt am 7. Oktober 2025, mit einem Urteil wird im November 2025 gerechnet.

## Privates
August Wöginger ist verheiratet und Vater von drei Kindern.